# Марьям
Ма́рьям бинт ‘Имра́н (араб. مريم بنت عمران‎) — мать исламского пророка Исы (Иисус), отождествляется с Девой Марией. Марьям считается одной из самых праведных и наиболее почитаемых женщин в исламе, её именем названа кораническая сура № 19, в которой повествуется о ней и о чудесном рождении её сына. Она является единственной женщиной, которая упоминается в Коране по имени.

## Биография
Её отца звали Имран, а мать — Ханна (в русскоязычных источниках встречается прочтение Хунна).
Согласно Корану, Иса родился чудесным образом без отца по воле Аллаха. Из-за клеветы и обвинений Марьям со стороны соплеменников в распутстве и грехе, Аллах проклял тех, кто оклеветал Марьям (библ. Дева Мария) и пытался распять Ису: «За то, что они не уверовали, возвели на Марьям (Марию) великий навет и сказали: „Воистину, мы убили Мессию Ису (Иисуса), сына Марьям (Марии), посланника Аллаха“».
Распространенное имя у казахов.